# McNeile-Gletscher
Der McNeile-Gletscher ist ein Gletscher an der Davis-Küste des Grahamlands auf der Antarktischen Halbinsel. Er fließt in nördlicher Richtung in die Lindblad Cove, eine Nebenbucht der Charcot-Bucht, die er südöstlich des Almond Point erreicht.
Der Falkland Islands Dependencies Survey (FIDS) nahm 1948 eine Vermessung des Gletschers vor. Namensgeber ist Stephen St Clair McNeile (1925–2012), der zwischen 1948 und 1949 auf der Basisstation des FIDS in der Hope Bay tätig war.